# Нюрба (аэропорт)
«Нюрба́» — региональный аэропорт города Нюрба в Якутии. Обеспечивает регулярное авиасообщение Нюрбинского улуса с Якутском и чартерное сообщение с Иркутском.

## Принимаемые типыВС[1]
Ан-2, Ан-3, Ан-12, Ан-24, Ан-26, Ан-30, Ан-32, Ан-72, Ан-74, Як-40, Л-410 и др. типы ВС 3-4 класса, вертолёты всех типов.

## Показатели деятельности
| год             | 2014 | 2015 | 2016 | 2017 |
| тыс. пассажиров | 20,8 | 21,2 | 20,1 | 20,5 |
| Источники:      |      |      |      |      |